# میرزین‌العابدین
میرزین‌العابدین از نقاشان عصر شاه تهماسب یکم و شاه اسماعیل دوم بود. وی همچنین استاد نقاشی شاه تهماسب بود. در دوران پادشاهی شاه اسماعیل دوم، کتابخانه پادشاهی مرکز تجمع بزرگان نامدار ادب و هنر بود. این پادشاه کتابخانه سلطنتی را که در زمان شاه تهماسب تعطیل شده بود دوباره بازگشایی کرد و بسیاری از هنرمندان بلندآوازه که پراکنده شده بودند، از جمله میرزین‌العابدین را در آنجا گرد آورد. اسکندربیک ترکمان در کتاب عالم آرای عباسی درباره او می‌نویسد: «نقاش خوب مجلس ساز و مصور بی‌قرینه پاکیزه‌کار چهره‌پرداز بود.»